# Most hrvatskih branitelja (Bistrina)
Most hrvatskih branitelja (Most na Bistrini) cestovni je most koji premošćuje uvalu Bistrina južno od Neuma, a sjeverno od Slanoga. Dio je Jadranske magistrale.
Projektirao ga je Krešimir Šavor, a jedan je od prvih prednapetih mostova na području SFRJ. Gradnja je trajala deset mjeseci radova i završena je 1965. godine.
U Domovinskom ratu područje mosta i zaljeva bila je zadnja crta obrane prema dolini Neretve. Most je nakon izgradnje nosio naziv Most na Bistrini, a 10. rujna 2024. preimenovan je u Most hrvatskih branitelja.